# حديقة ميل اندس
حديقة ميل اندس (بالإنجليزية: Mill Ends Park)‏ حديقة صغيرة للغاية تقع في مدينة بورتلاند، أوريغون في الولايات المتحدة الأمريكية وهي عبارة عن دائرة صغيرة يبلغ قطرها 0.61 متر ومساحتها 0.292 متر مربع يوجد بداخلها شجرة صغيرة. وفق موسوعة غينيس للأرقام القياسية فإنها تعتبر أصغر حديقة في العالم، وحصلت على هذا الاعتراف أول مرة في عام 1971.

## تاريخ
في عام 1946 ديك فاجان صحفي كان يعمل لدى صحيفة أوريغون جورنال وكان مكتبه يطل على شارع مزدحم في وسطه حفرة غير مستخدمة وكان مقررا أن يتم بناء عمود إنارة في ذلك المكان ولكن عندما لم يتم بناء عمود الإنارة بدأت الأعشاب الضارة تنمو في ذلك المكان فقرر فاجان إزالة الأعشاب الضارة وزرع بعض الأزهار.
فاجان كان كاتب عمود مشهور إسمه «ميل اندس» وكان يستخدم العمود لوصف الحديقة ومختلف الأحداث التي حدثت هناك ومنه اخذت الحديقة إسمها، واستمر في الكتابة عن الأنشطة التي حدثت حول الحديقة حتى وفاته في عام 1969. وفي عام 1948 تم تخصيص الحديقة للاحتفال بيوم القديس باتريك.
استحوذت أعمدة فاجان حول الحديقة على خيال سكان بورتلاند. سرعان ما بدأت أشياء أخرى تنتشر بجانب الزهور. ظهر حمام سباحة بطريقة سحرية، مكتمل بلوحة غطس للفراشات. تم تسليم عجلة فيريس مصغرة بواسطة رافعة كاملة الحجم. أصبحت نقطة محورية لاحتفالات عيد القديس باتريك في المدينة.

## رواية الكاتب ديك فاجان

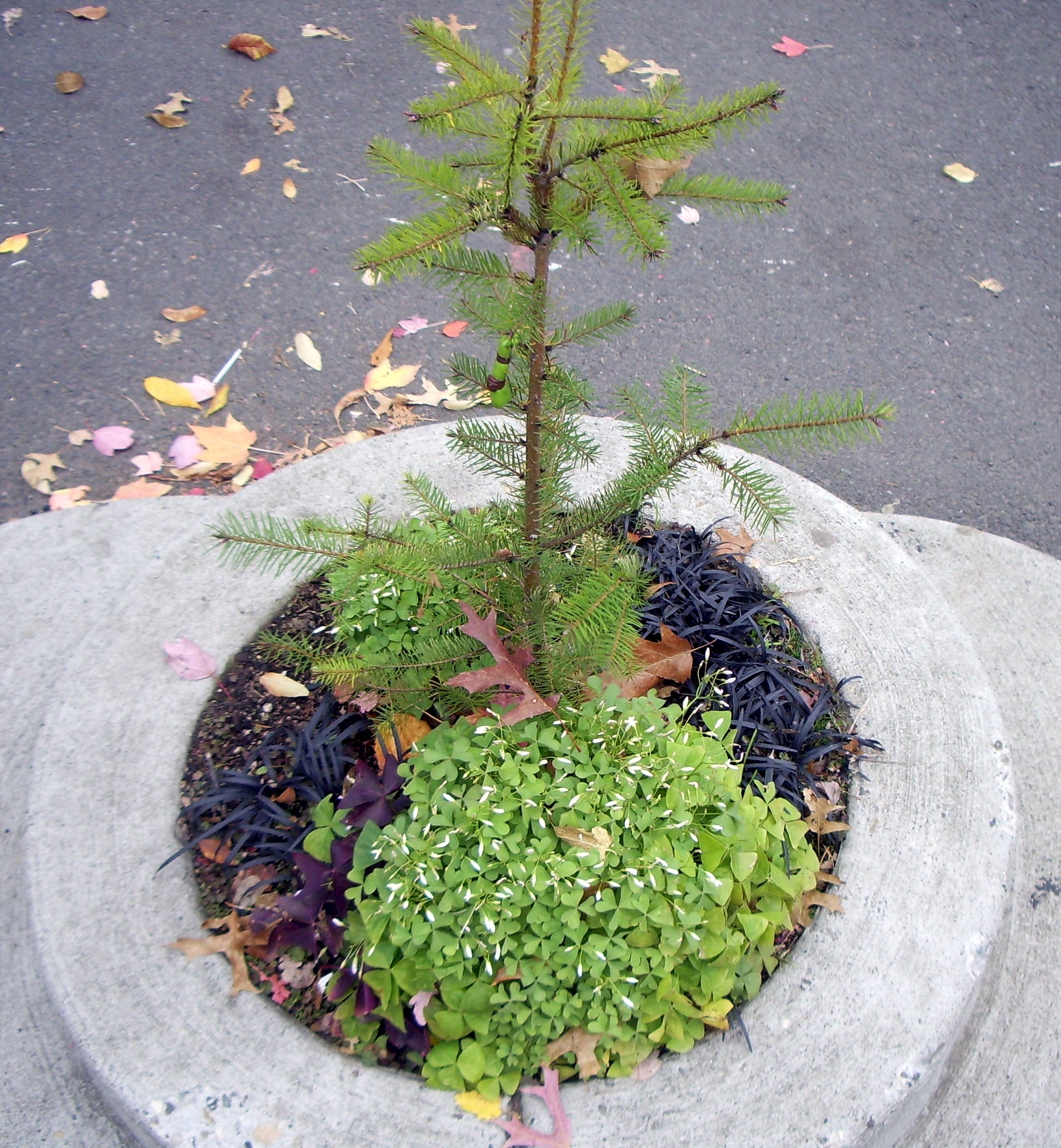
في نوفمبر 2011

يروى ديك فاجان Dick Fagan هذه القصة عن أصل الحديقة الصغيرة حيث يقول: انه نظر من النافذة ورأى جن وهم يحفرون في الحفرة. ركض وأمسك بهم، مما يعني أنه حصل على أمنية. قال فاجان إنه تمنى الحصول على حديقة خاصة به، ولكن بما أنه لم يحدد حجم الحديقة في رغبته، فقد منحه الجني الحفرة. على مدار العقدين التاليين، غالبًا ما أظهر فاجان المنتزه ورأسه الجني في عموده غريب الأطوار. ادعى فاجان أنه الشخص الوحيد الذي يمكنه رؤية رأس الجني باتريك أوتول.
نشر فاجان تهديدًا حول حظر التجول الساعة 11 صباحًا المفروض على جميع حدائق في المدينة. تجرأ على رئيس البلدية ليحاول إخلائه هو وأتباعه من ميل إندس وهدده بلعنة الجني إذا حاول ذلك. في وقت لاحق، لم يتم اتخاذ أي إجراء قانوني، وسمح لهم بالبقاء في الحديقة بعد ساعات الحظر.

## تطور الحديقة

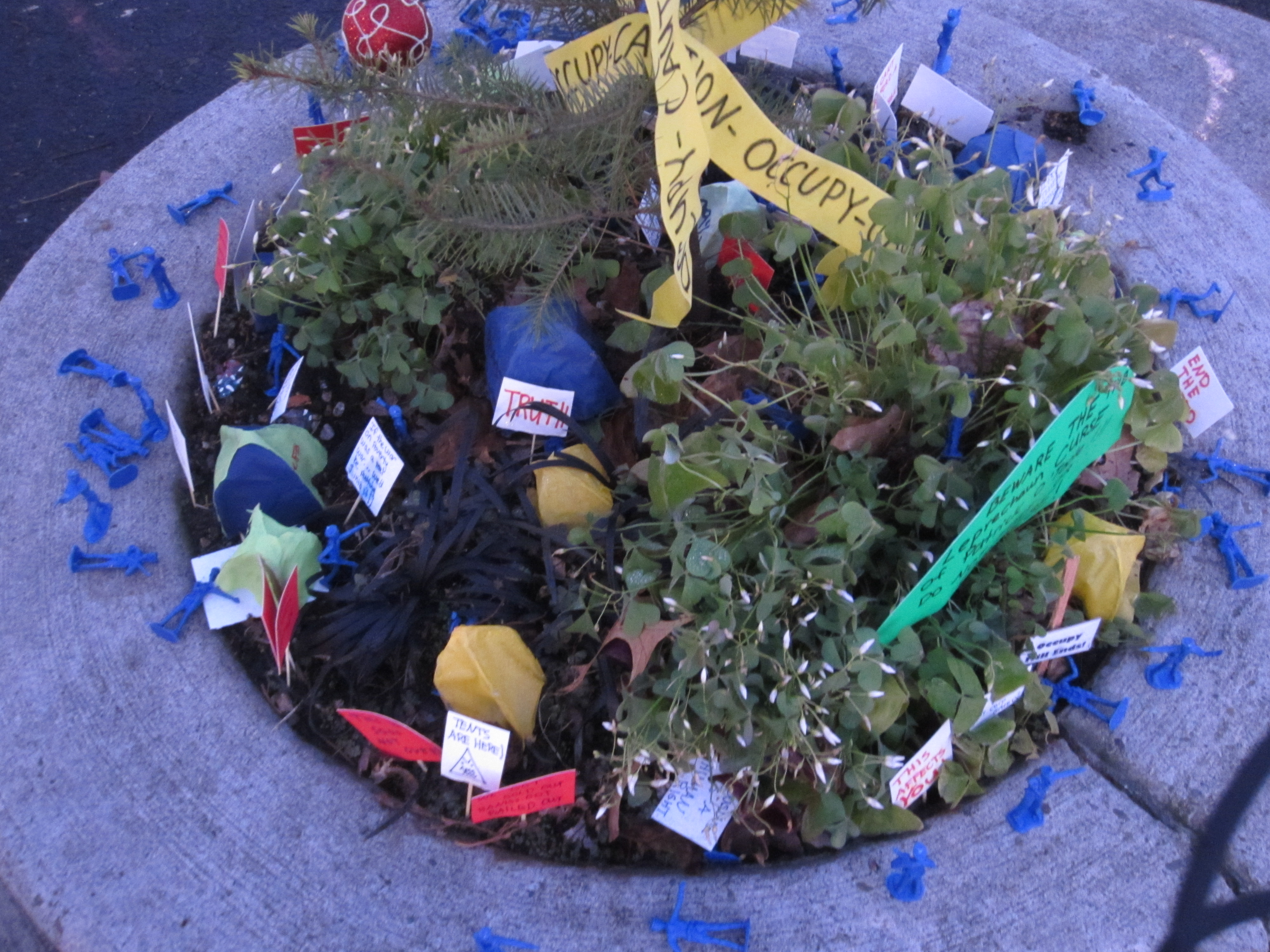
الحديقة خلال مظاهرات احتلوا بورتلاند في ديسمبر 2011

توفي فاجان بالسرطان في عام 1969، لكن المتنزه استمر، واهتم به آخرون وتم تسميتها حديقة المدينة الرسمية في عام 1976. تميزت الدائرة الصغيرة (أي الحديقة) بالعديد من العناصر غير العادية عبر السنوات، بما في ذلك حوض سباحة للفراشات - مكتمل بلوح غوص - حذوة حصان، وجزء من مبنى جورنال، وعجلة فيريس مصغرة، تم تسليمها بواسطة رافعة بالحجم الكامل. في عيد القديس باتريك، عام 2001، زار المتنزه جني صغير متكئًا على وعاء من الذهب ورسومات أطفال لأربع أوراق برسيم وجني. [2] لا تزال الحديقة هي موقع احتفالات عيد القديس باتريك. تشمل الأحداث التي أقيمت هنا الحفلات الموسيقية لفريق Clan Macleay Pipe Band والنزهات وزراعة الورود من قبل مهرجان أطفال الزهور Junior Rose Festival Court.
في فبراير 2006، تم نقل الحديقة مؤقتًا أثناء بناء الطريق إلى مكان خارج مركز التجارة العالمي في بورتلاند، على بعد حوالي 80 قدمًا (24 مترًا) من موقعها الدائم. تمت إعادتها إلى مكانها- المسمى الآن SW Naito Parkway - في 16 مارس 2007، بأسلوب عيد القديس باتريك الحقيقي مع وجود عائلة الروزاريز الملكية، ومزارعي القرية، وعائلة فاجان، بما في ذلك أرملة ديك فاجان (اسمها كاثرين). تعيش الأسطورة في عائلة قلب فاجان. يعيش أحد أبناء فاجان، (بات فاجان)، في غلادستون ويستمتع بمشاركة الحديقة مع ابنه. قال بات فاجان: «إنه يحبها».

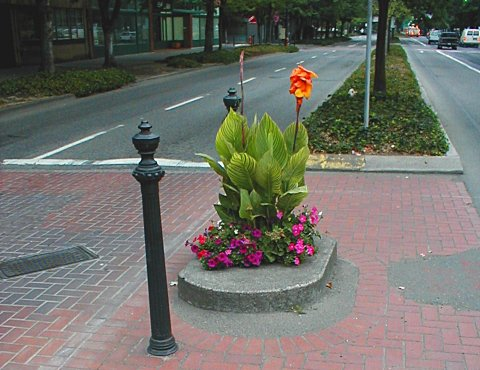
المنتزه في صيف 2004 قبل اعادة تشكيله)

في ديسمبر 2011، تم وضع شخصيات من رجال الجيش البلاستيكي ولافتات صغيرة في الحديقة كمظهر من اشكال المظاهرات في بورتلاند
في مارس 2013، سُرقت شجرة المنتزه. زرع المسؤولون شجرة بديلة، وبعد ذلك بيوم واحد، وجد أحد المارة ما يبدو أنه الشجرة المسروقة موجودة بجانب الشجرة الجديدة.
في الشهر التالي، اشتكى مسؤولون من بيرنتوود في إنجلترا، إلى موسوعة جينيس، زاعمين أن ميل إندز لم يكن كبيرًا بما يكفي ليكون متنزهًا وأن منتزه الاميرة في المملكة المتحدة هو الأصغر في العالم، ويجب أن يحمل الرقم القياسي العالمي لأنه «يوجد حوله سور» (بخلاف ميل اندس) من بين ميزات أخرى يتمتع بها. رداً على ذلك، وضع المتطوعون سياجًا (يبلغ ارتفاعه عدة بوصات) حول المكان ووضعوا «حارسًا مسلحًا» في المنتزه.
كانت الحديقة تحتوي في السابق على عجلة Ferris wheel «تم تسليمها بواسطة رافعة ذات حجم عادي». في عام 2018 قام منتزهات بورتلاند للاستجمام بتركيب لافتة حديقة مصغرة وزرعت ورودًا مصغرة. في كانون الأول 2019، تم قطع الشجرة على يد مخرّب مجهول. ومع ذلك، سرعان ما تم استبدال الشجرة.
تمت إزالة حديقة ايندس بارك مرة أخرى في عام 2021 لإفساح المجال لمشروع Better Naito Forever التابع لمكتب النقل في بورتلاند، والذي تم تصميمه لتوفير ظروف أكثر أمانًا لراكبي الدراجات والمشاة والوصول بشكل أفضل إلى أصغر حديقة في العالم. تمت إعادة الحديقة على بعد ست بوصات فقط من موقعها الأصلي في يناير 2022. تخطط دائرة بورتلاند للحدائق والترفيه لعقد حفل إعادة افتتاح الحديقة، التي توصف بأنها «أصغر قطع شريط في العالم».

## معرض الصور

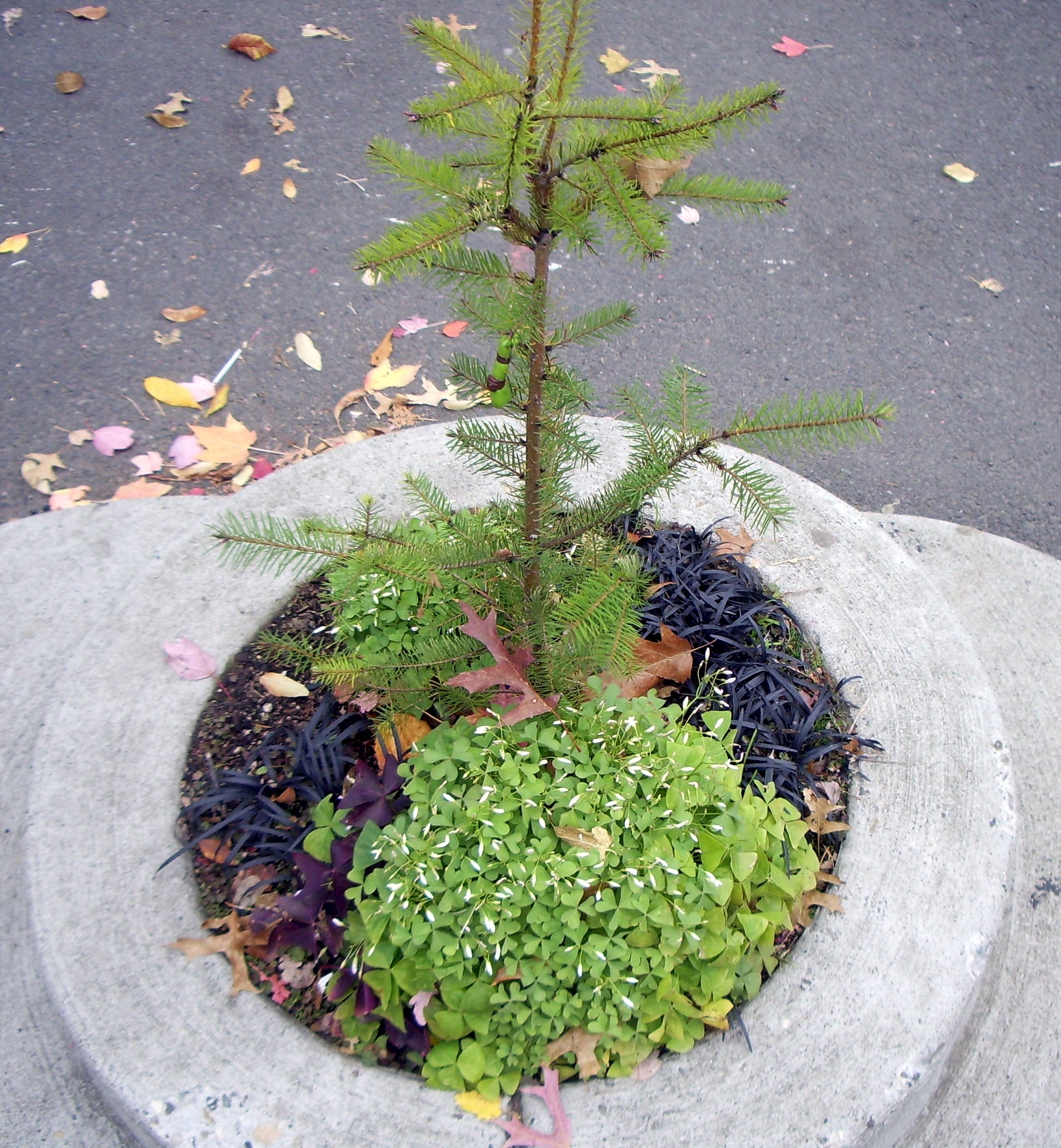
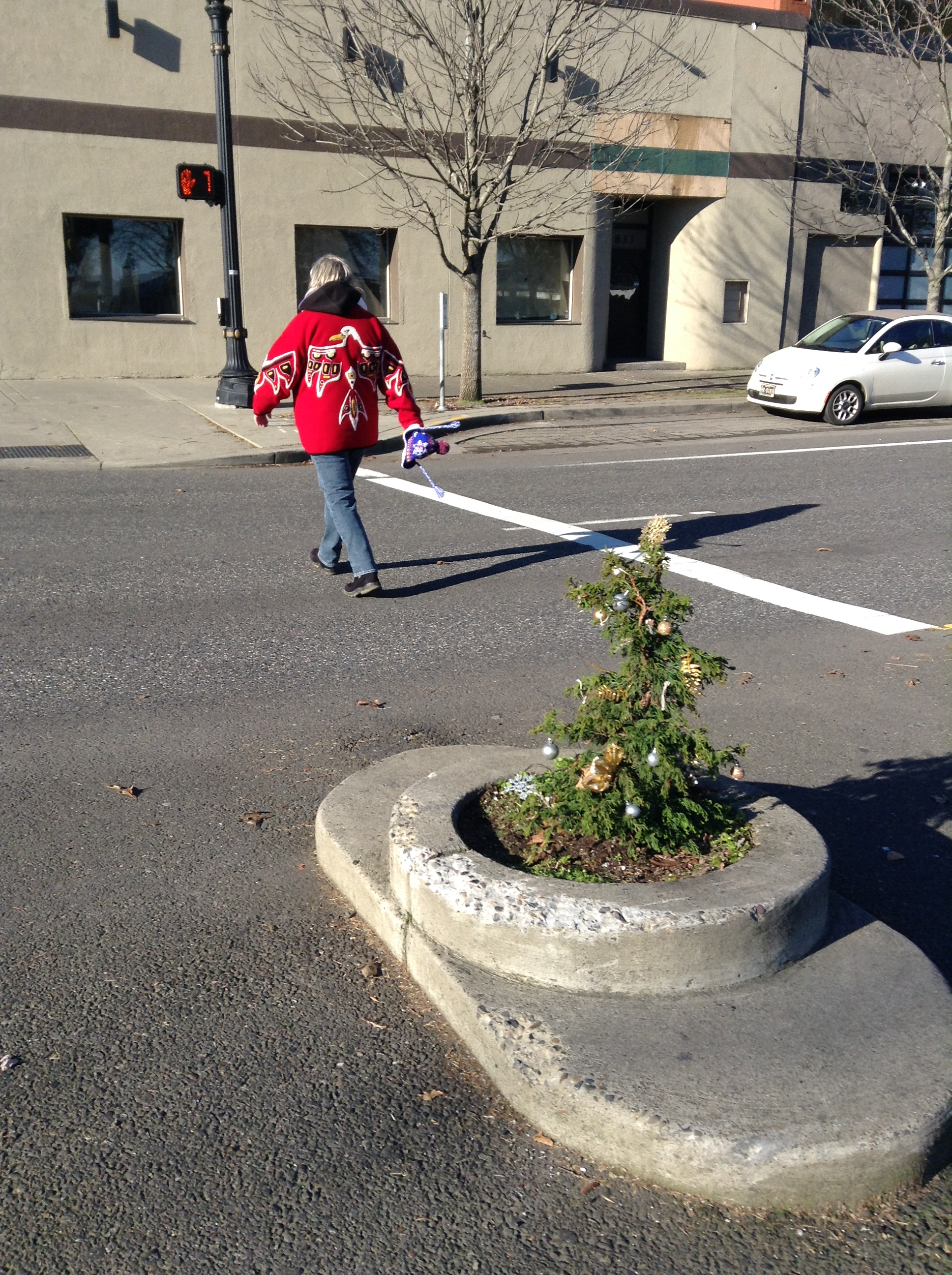
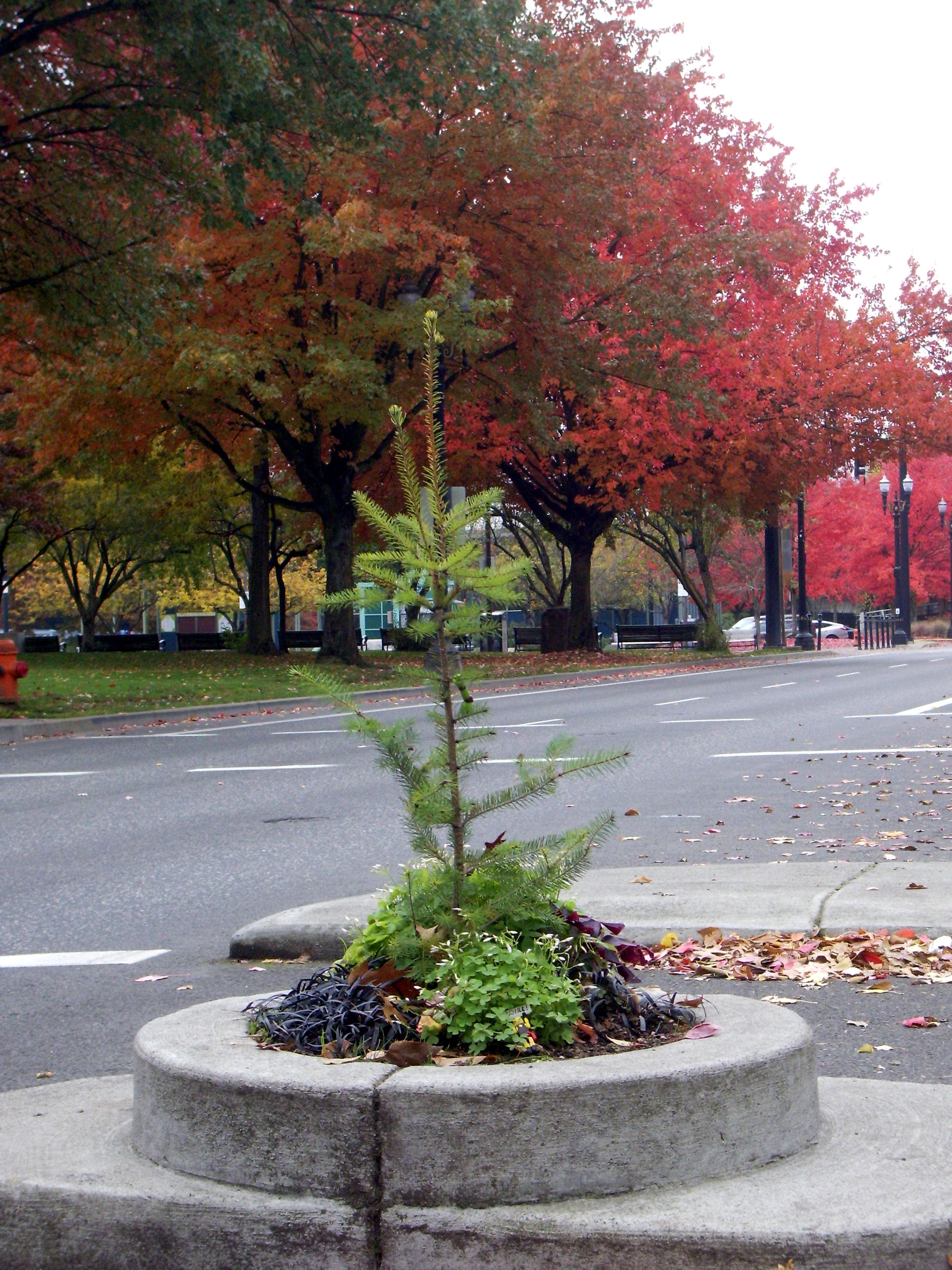
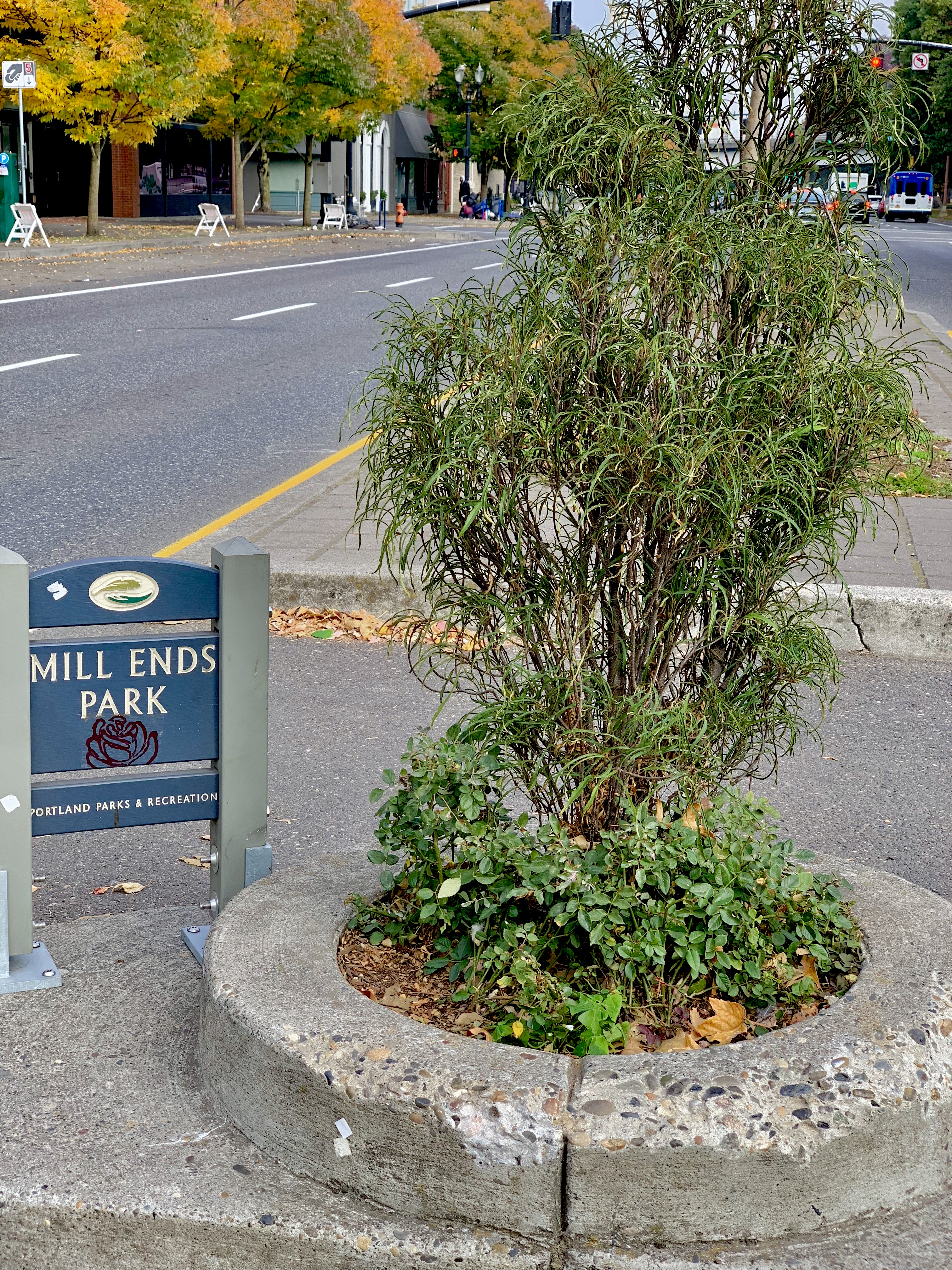
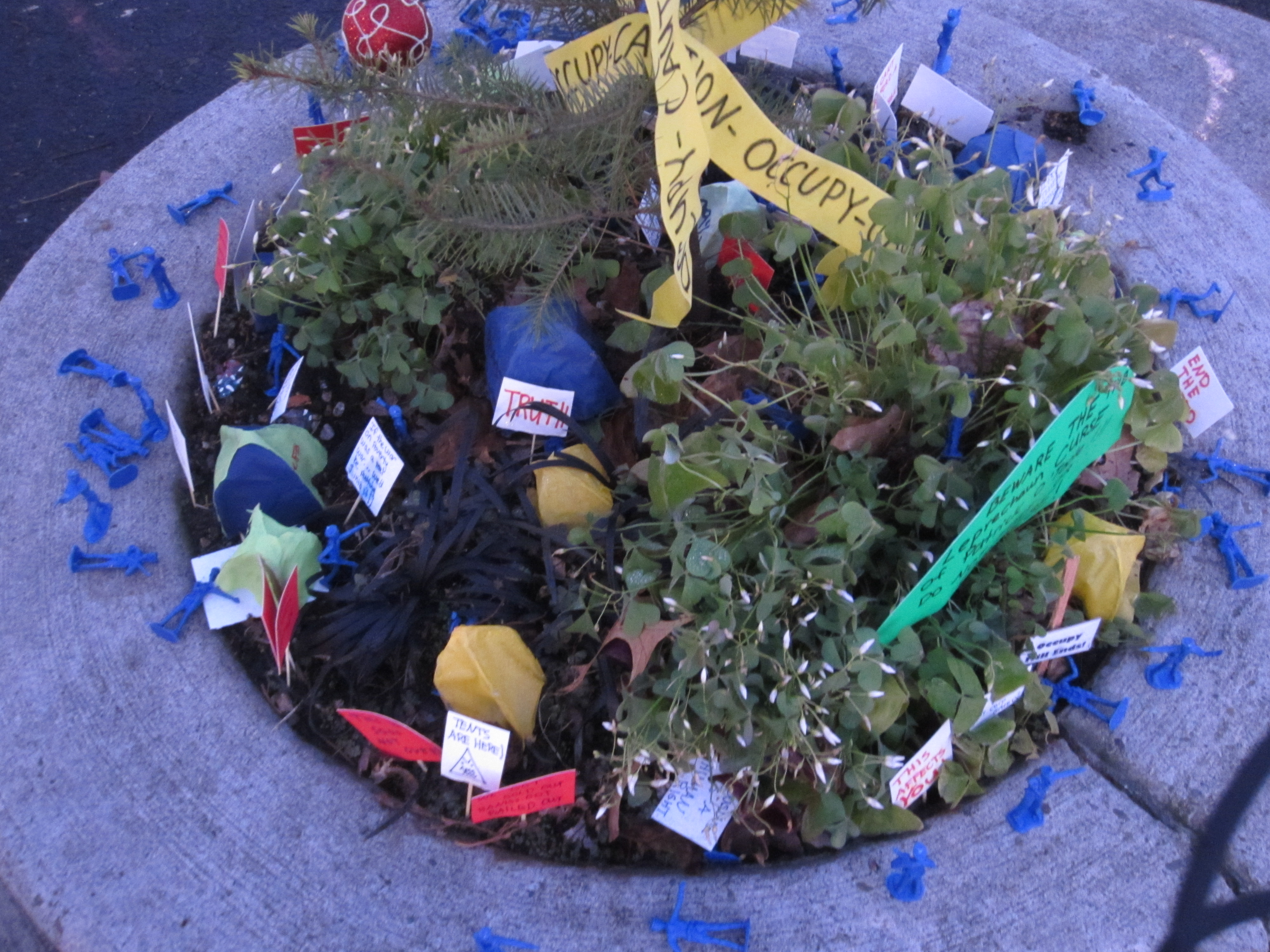
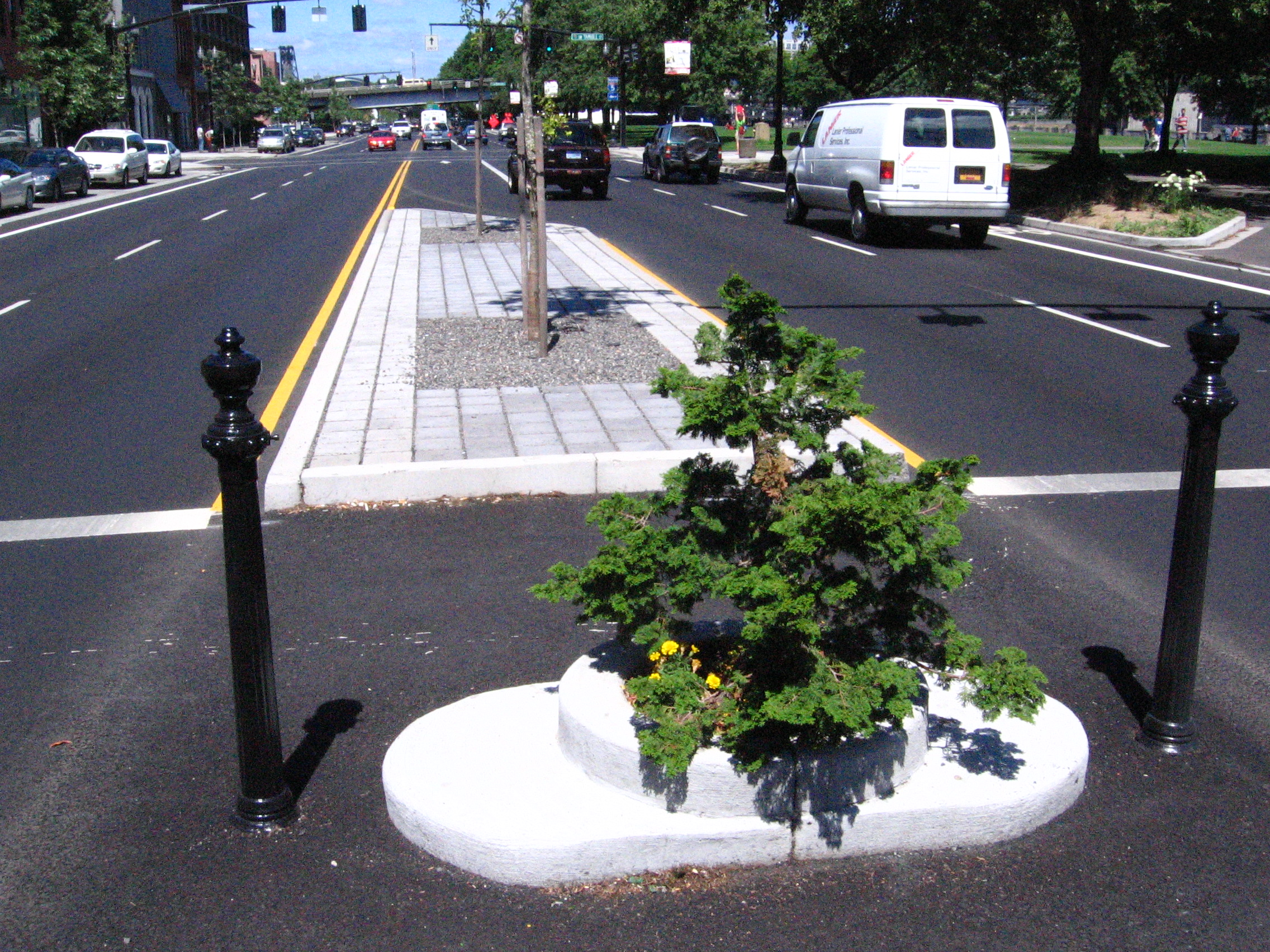
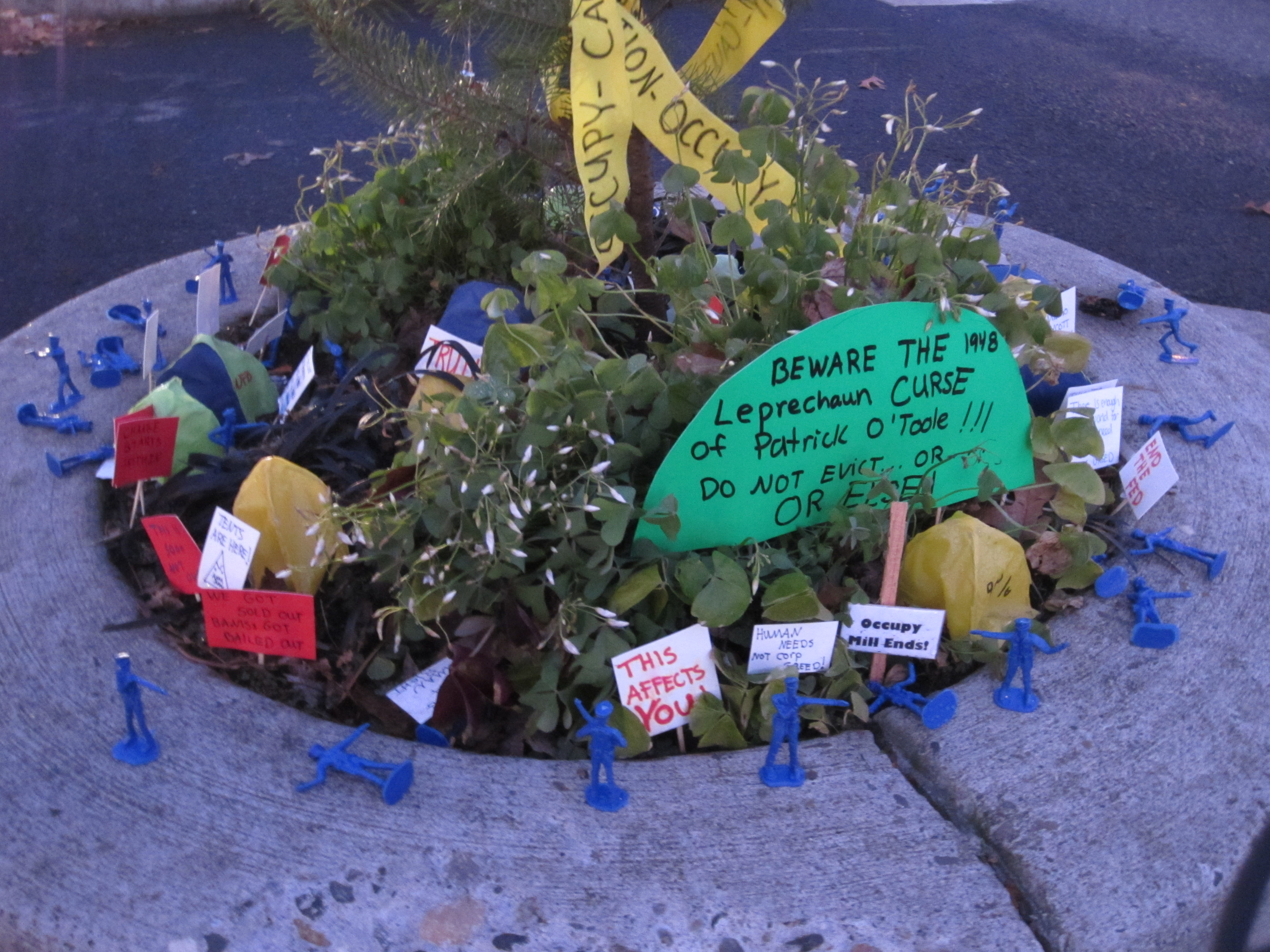
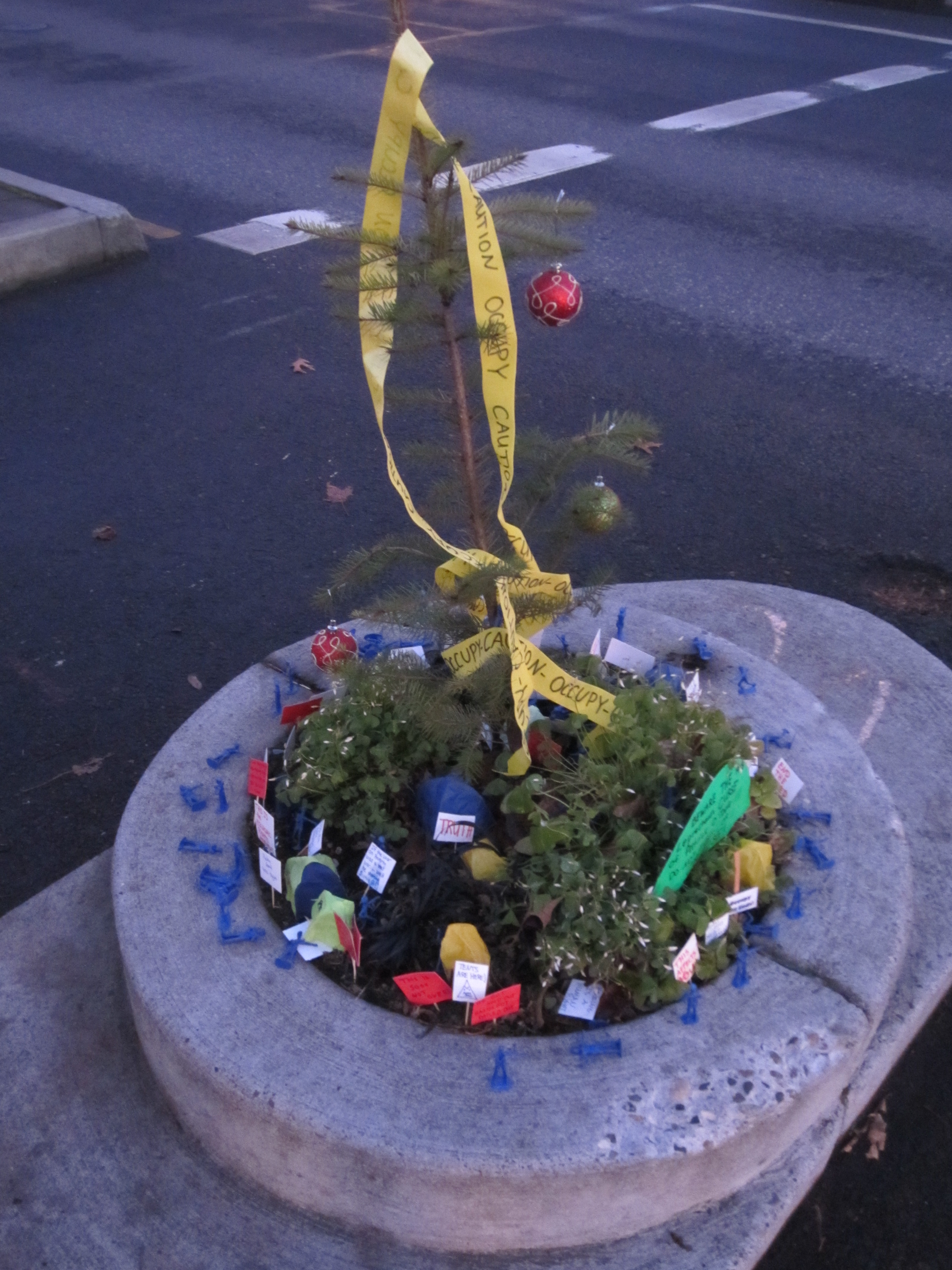
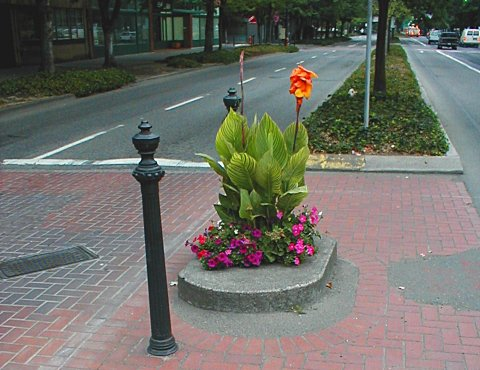
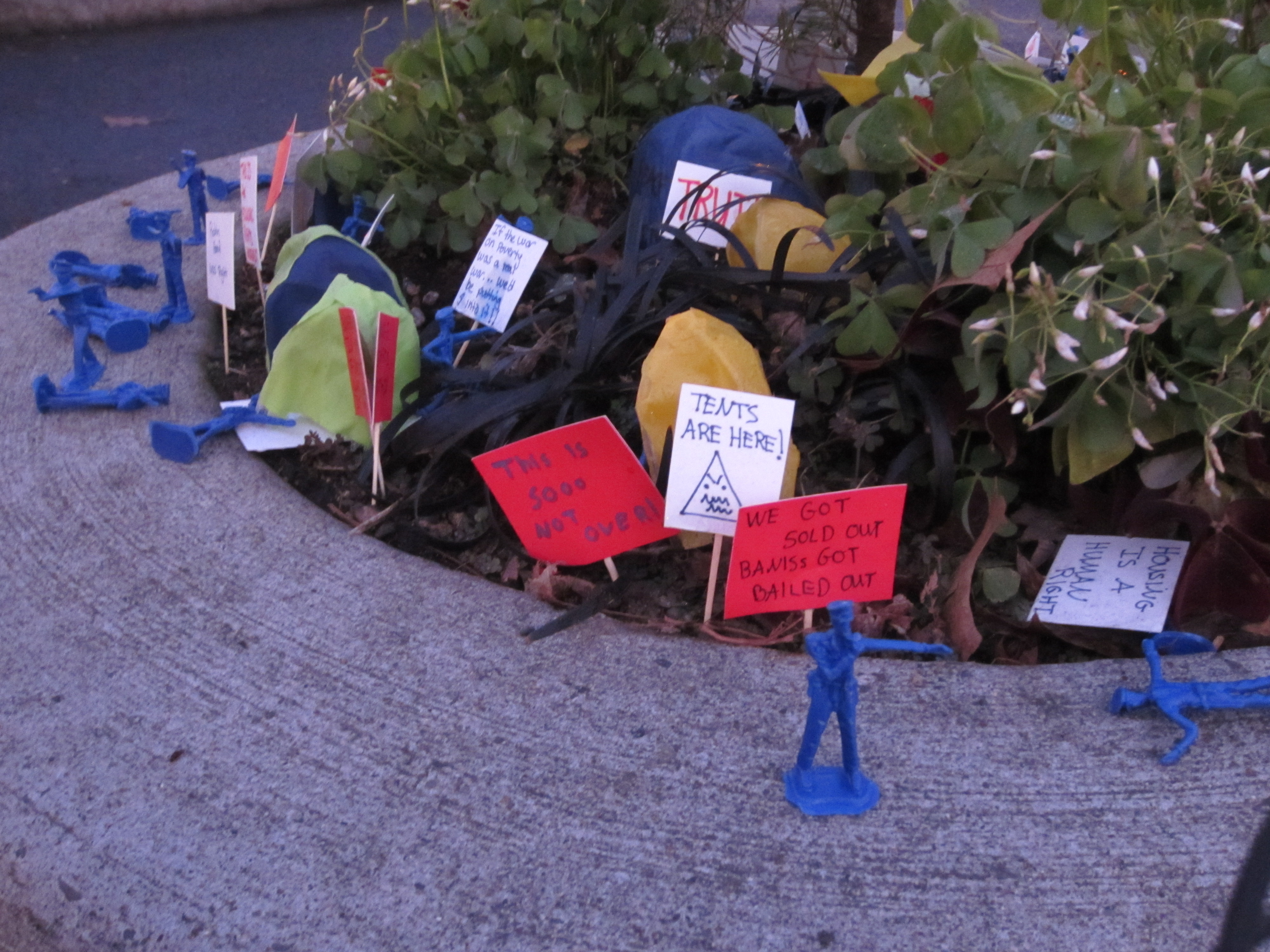